# Oretani

Vị trí của người Oretani ở bán đảo Iberia

Người Oretani hoặc Oretanii (tiếng Hy Lạp: Orissioi) là một tộc người Iberes cổ đại trước thời La Mã ở bán đảo Iberia (người La Mã gọi là Hispania), họ sinh sống ở khu vực ngày nay là đông bắc Andalusia, ở vùng thượng nguồn thung lũng sông Baetis (Guadalquivir), phía đông dãy núi Marianus(Sierra Morena), và khu vực phía nam của La Mancha ngày nay.
Họ có thể là một bộ lạc Iberes, một bộ lạc người Celt, hoặc là một bộ lạc hay liên minh bộ lạc hỗn hợp gồm người Celt và người Iberes (và do đó có quan hệ họ hàng với người Celtiberi).
Người Mantesani / Mentesani / Mantasani ở khu vực La Mancha ngày nay và người Germani (của Oretania) ở miền Đông dãy Marianus (Sierra Morena) và miền tây thung lũng sông Jabalón đôi khi được coi là người Oretani nhưng chúng ta lại không chắc chắn rằng họ có phải là những bộ lạc người Oretani hay không.
Một số học giả tin rằng họ đã nói tiếng Iberes, trong khi những người khác cho rằng họ nói tiếng Celt giống như người Celtiberi, bởi vì người Oretani ở phía bắc còn được gọi là Germani và Mantesani. Các địa điểm khảo cổ học chính ở vùng đất của người Oretani là Linares, La Carolina, Montiel, Valdepeñas, Almagro, Oreto và Zuqueca và Cerro de las Cabezas.

## Lãnh thổ

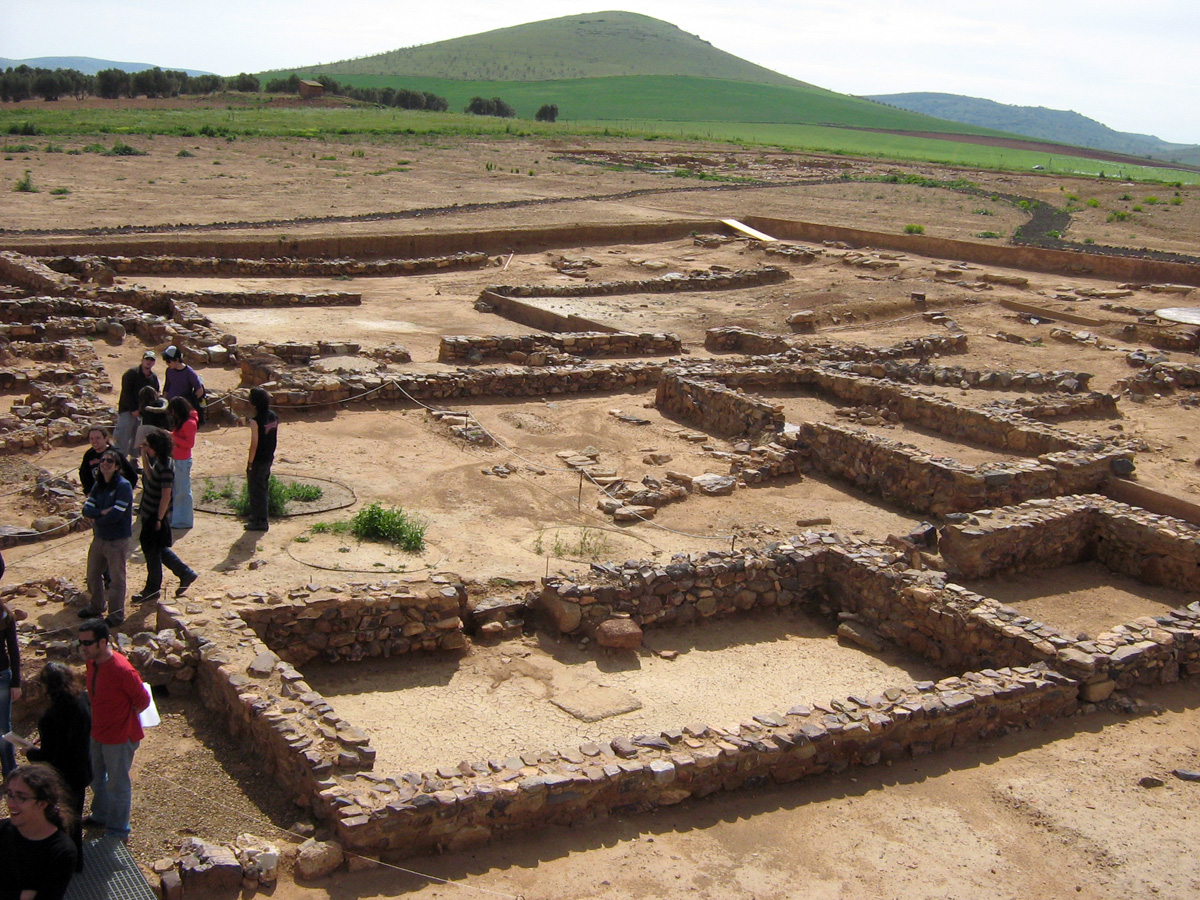
Di chỉ khảo cổ học Oreto và Zuqueca gần Granátula de Calatrava

Oretania, vùng đất của người Oretani, nằm ở phía đông của dãy Sierra Morena, bao gồm gần như toàn bộ tỉnh Ciudad Real, ngoại trừ cực phía tây của nó, khu vực phía bắc của tỉnh Jaén, nửa phía tây của tỉnh Albacete và rìa phía nam của tỉnh Cuenca. Nhà địa lý La Mã Pliny Già liệt kê 14 thành phố của họ bao gồm Tuia / Tugia (Toya), Salaria (Úbeda / Baeza?), Biatia, Castulo = Castulum, Luparia, Cervaria và Salica, trong khi đó Diodorus Siculus chỉ liệt kê có 12 thành phố.
Các tác phẩm khác đề cập đến những thành phố Libissosa (Lezuza?), Amtorgis, Ilorci, Helicen / Helike (Elche de la Sierra, Elche?), Baecula / Bekor (Bailén, Jaén),Ilucia, Nobila và Cusibi.

## Lịch sử

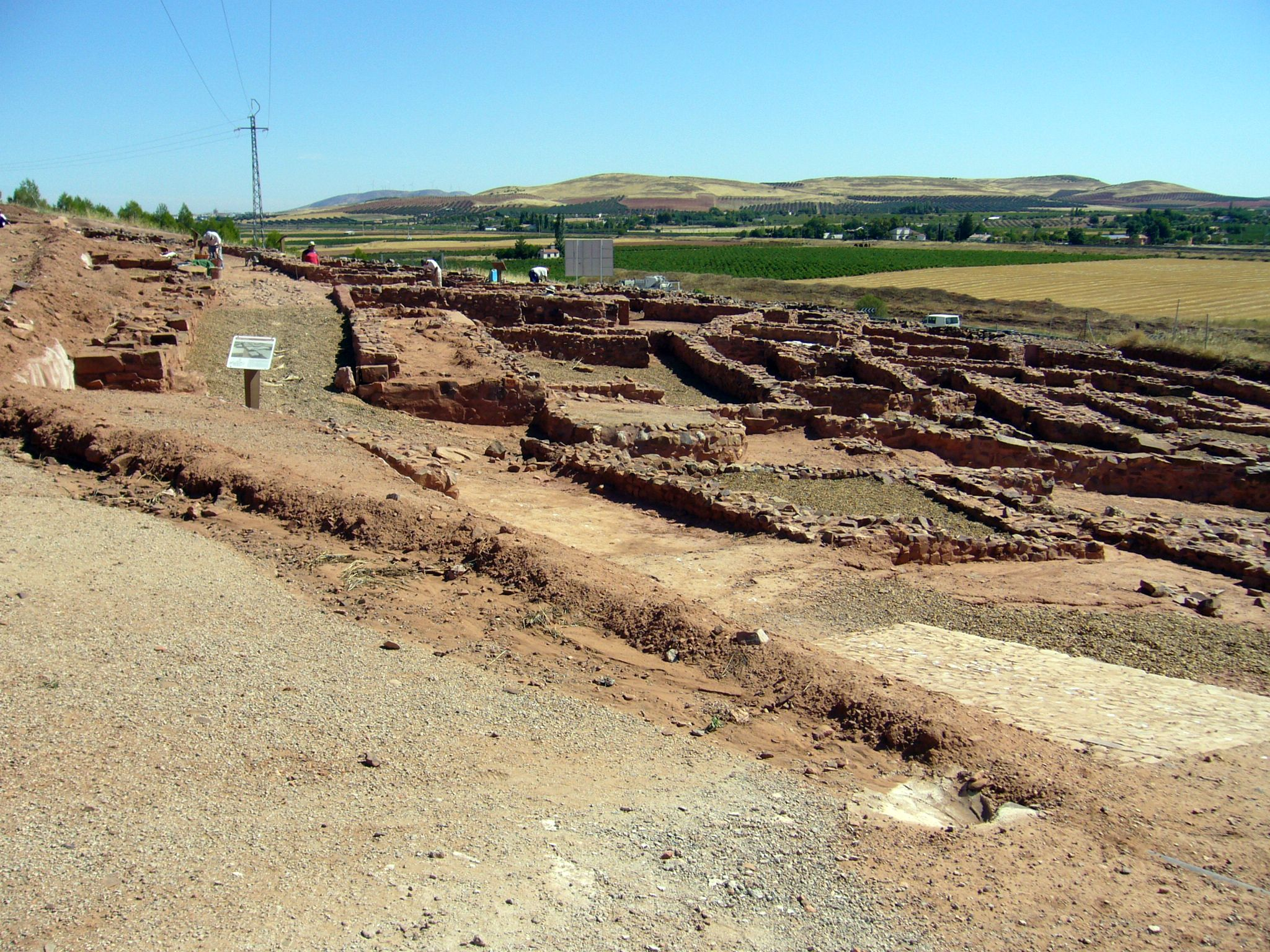
Di chỉ khảo cổ học Cerro de las Cabezas, Valdepeñas

Người Oretani vẫn còn giữ được sự độc lập của họ cho đến cuối thế kỷ 3 trước Công nguyên, tại thời điểm vị vua Orison hùng mạnh của họ bị đánh bại tại Trận Helicen vào năm 228 TCN . Thất bại của Orison vào năm 227 trước Công nguyên  và liên minh với người Carthage tiếp sau đó đã tạo ra sự xích mích lớn với đồng minh người Germani của họ, những người vẫn sẽ tiếp tục chống lại sự bành trướng của người Punic cho đến khi bị Hannibal chinh phục vào năm 221 TCN; họ chắc chắn có mặt trong số những đạo quân người Oretani được đưa đến châu Phi vào thời điểm sảy ra cuộc chiến tranh Punic lần thứ hai. Giống như người Germani, người Oretani dường như đã theo đuổi một thái độ ít thù địch hơn đối với Rome và vào năm 156 TCN, lãnh thổ của cả hai dân tộc này đã bị sáp nhập vào tỉnh Hispania Citerior, mặc dù vậy họ vẫn giữ được bản sắc văn hoá Iberia của mình trong nhiều thế kỷ.